# Sabine Poeschel
Sabine Poeschel (geboren 1956) ist eine deutsche Kunsthistorikerin mit den Schwerpunkten „Italienische Plastik und Malerei des 14. bis 18. Jahrhunderts“ und „Spanische Malerei des 16. bis 19. Jahrhunderts“.

## Werdegang
Von 1975 bis 1985 studierte Sabine Poeschel an der Universität Münster Kunstgeschichte, Romanistik und Publizistik und promovierte mit einer Arbeit über Studien zur Ikonographie der Erdteile in der Kunst des 16. bis 18. Jahrhunderts. Von 1985 bis 1989 war sie Stipendiatin an der Bibliotheca Hertziana in Rom. Ihre dortige Forschung mündete 1996 in ihrer Habilitationsschrift über das Bildprogramm des Appartamento Borgia im Vatikanspalast. 1990 bis 1996 arbeitete sie als Hochschulassistentin und bis 2000 als Oberassistentin am Institut für Kunstgeschichte der Universität Stuttgart. Seit 2001 ist sie dort als Privatdozentin tätig. Seit 2004 hat sie zusätzlich einen Lehrauftrag für Ikonographie an der Staatlichen Hochschule für Bildenden Künste Stuttgart. Nachdem sie 2005/06 eine Vertretungsprofessur innegehabt hatte, wurde sie 2008 zur außerplanmäßigen Professorin am Institut für Kunstgeschichte der Universität Stuttgart ernannt. Zwischen 2009 und 2011 sowie in den Jahren 2014 und 2015 hatte sie erneut Vertretungsprofessuren inne. Ihr Themenspektrum reicht von der frühchristlichen Kunst bis zur klassischen Moderne. Sie hat zahlreiche Bücher und Aufsätze verfasst.

## Werke
Monografien
- Die Kunst der Liebe. Meisterwerke aus 2000 Jahren. wbg Theiss, Darmstadt 2018. ISBN 978-3-8062-3676-7.
- Starke Männer – schöne Frauen. Die Geschichte des Aktes. wbg Philipp von Zabern, Darmstadt 2014. ISBN 978-3-8053-4752-5.
- Handbuch der Ikonographie. Sakrale und profane Themen der bildenden Kunst. Darmstadt 2005. (6., durchgesehene Auflage. wbg Philipp von Zabern, Darmstadt 2016. ISBN 978-3-8053-5051-8.)
- Kunstdenkmäler in der Toskana. wbg Academic, Darmstadt 2003. ISBN 978-3-534-14906-3.
- Alexander Maximus. Das Bildprogramm des Appartamento Borgia im Vatikan. VDG, Weimar 1999. ISBN 3-89739-017-5. (zugleich: Habilitationsschrift, Universität Stuttgart 1995)
- in Zusammenarbeit mit Dieter Jansen: Rom. Kunst und Geschichte von der Antike bis zur Gegenwart. Artemis, München und Zürich 1990. ISBN 3-7608-0789-5. (2. überarbeitete Auflage, Artemis und Winkler, München 1993. ISBN 3-7608-0789-5.)
- Studien zur Ikonographie der Erdteile in der Kunst des 16. bis 18. Jahrhunderts. Scaneg, München 1985. ISBN 978-3-9800671-3-3. (zugleich: Dissertation, Universität Münster 1984)

als Herausgeberin
- Ikonographie. Neue Wege der Forschung. 2010. (Neuauflage: wbg Academic, Darmstadt 2016. ISBN 978-3-534-26545-9.)
- Zwischen Lust und Frust. Kunst in den Niederlanden und am Hof von Spanien zur Zeit Philipps II. Hrsg. zusammen mit Caecilie Weissert und Nils Büttner. Böhlau, Köln u. a. 2013. ISBN 978-3-412-20751-9.
- Heilige und profane Bilder. Kunsthistorische Beiträge aus Anlass des 65. Geburtstages von Herwarth Röttgen. Hrsg. zusammen mit Reinhard Steiner und Reinhard Wegner. VDG, Weimar 2001. ISBN 3-89739-162-7.